# Pacujá
Pacujá là một đô thị thuộc bang Ceará, Brasil. Đô thị này có diện tích 76,1 km², dân số năm 2007 là 5950 người, mật độ 78,19 người/km².